# Mesopsis iranicus
Mesopsis iranicus är en insektsart som först beskrevs av Boris Petrovich Uvarov 1933.  Mesopsis iranicus ingår i släktet Mesopsis och familjen gräshoppor. Inga underarter finns listade i Catalogue of Life.